# Parapostenus hewitti
Parapostenus hewitti är en spindelart som beskrevs av Roger de Lessert 1923. Parapostenus hewitti ingår i släktet Parapostenus och familjen sporrspindlar. Inga underarter finns listade i Catalogue of Life.